# 隆莱拉拜
隆莱拉拜（法語：Lonlay-l'Abbaye，法語發音：[lɔ̃lɛ labei] ⓘ）是法国奥恩省的一个市镇，位于该省西部偏北，和芒什省接壤，属于阿朗松区。

## 地理
隆莱拉拜（48°38'48"N, 0°42'36"W）面积53.41 平方千米，位于法国诺曼底大区奧恩省，该省份为法国西北部内陆省份，北起顺时针与卡爾瓦多斯省、厄尔省、厄尔-卢瓦省、萨尔特省、马耶讷省和芒什省接壤。
与隆莱拉拜接壤的市镇（或旧市镇、城区）包括：热尔、圣乔治德鲁埃莱、圣博梅尔莱福日、坦什布赖博卡日、栋夫龙昂普瓦赖。
隆莱拉拜的时区为UTC+01:00、UTC+02:00（夏令时）。

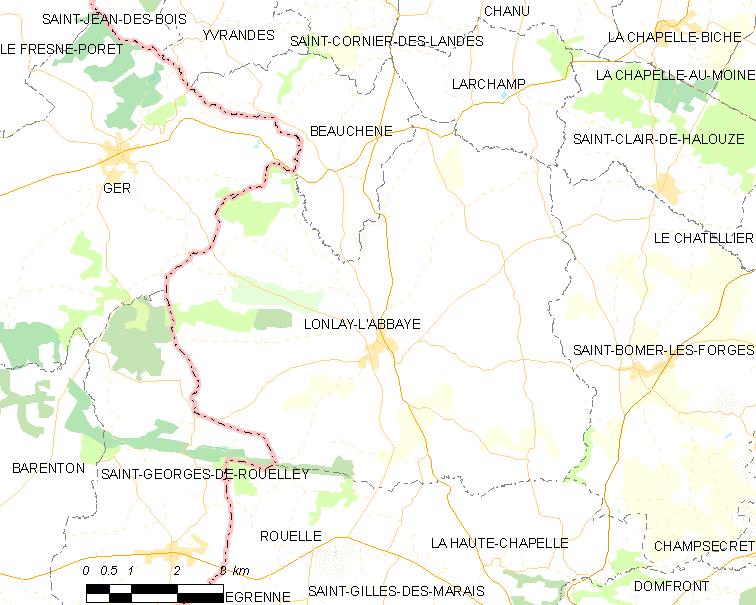
隆莱拉拜的OSM定位图

## 行政
隆莱拉拜的邮政编码为61700，INSEE市镇编码为61232。

## 政治
隆莱拉拜所属的省级选区为栋夫龙昂普瓦赖县。

## 交通
奥恩省省道D22线、D56线、D217线、D809线、D818线和D821线经过境内。

## 人口

1962-2008年间隆莱拉拜人口变化图示

隆莱拉拜于2022年1月1日时的人口数量为1118人。